# Änggårdsbergen
Änggårdsbergen ( ouça a pronúncia) é uma área florestal contígua ao Jardim Botânico de Gotemburgo, na sua maior parte reserva natural, abrangendo terrenos dos municípios de Gotemburgo e Mölndal.

Tem uma área de 320 ha, com vegetação e natureza típica da Suécia Ocidental, incluindo urzais e pauis. Alberga a maior parte do Arboreto  (Arboretum) do Jardim Botânico de Gotemburgo, com 6 000 árvores e arbustos representando 300 espécies da Ásia, América e Europa.